# ワシントンDCの陰謀
『ワシントンDCの陰謀』（わしんとんでぃーしーのいんぼう、原題：Capital City）は、2002年のアメリカ合衆国のテレビ映画。

## キャスト
| 役名                       | 俳優                 |
| -------------------------- | -------------------- |
| ペイジ・アームストロング   | レスリー・ビブ       |
| ブリッジウォーター大統領   | ピーター・フォンダ   |
| フォックスワーシー上院議員 | トム・ベレンジャー   |
| ヴァン・ドーレン下院議員   | デヴィッド・ペイマー |

## ストーリー
ペイジは、下院一の有力議員ヴァン・ドーレンの事務所の新人スタッフ。
麻薬カルテルによる在コロンビア大使館襲撃の報復として、大統領は麻薬畑爆撃を計画し、
奇襲たらんために、戦争権限法に言う戦争行為ではないとして議会の同意のないままに決行せんとする。
しかし、機密を入手した上院議員フォックスワーシーは、大統領による議会軽視を指弾するべく、情報を新聞記者に漏洩する。
大統領側も新聞記者に圧力をかけるが、情報はネット上に流出する。
爆撃は成果を挙げるが、迎え撃った麻薬カルテルによりF-18一機が撃墜され、パイロットが死亡する。
情報漏洩にヴァン・ドーレンが関わっていた事を知ったペイジは憤慨し、対立候補として立候補することを宣言する。

## 政治的描写
出馬宣言した後、ペイジが民主党事務所に向かう。
対立するヴァン・ドーレンおよびフォックスワーシーは共和党員と言うことになる。

ヴァン・ドーレンらのスタンスは以下。
| 政策                                                                | スタンス |
| ------------------------------------------------------------------- | -------- |
| 化石燃料法案 （環境保護側からは反対されていることが示唆されている） | 推進     |
| 農家への補助金                                                      | 反対     |
| 一律税制（Flat tax）                                                | 推進     |
| 部分出産中絶（D&E）禁止法案                                         | 推進     |